# Stomen

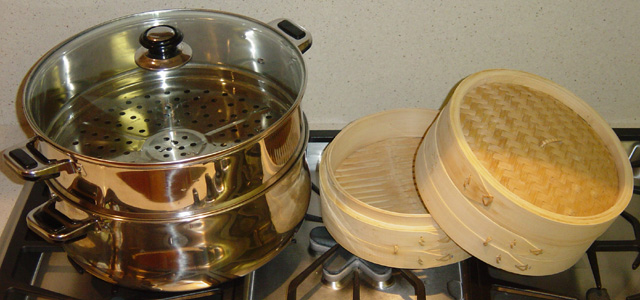
Stoompan en stoommandjes

Stomen is een kooktechniek met stoom.
Stomen is een manier om voedsel te bereiden waarbij geen olie of vet nodig is. Omdat de voedingsstoffen niet met water in contact komen, blijven de voedingsstoffen en dus ook de smaak veel beter bewaard. Ook is het resultaat vetarm.
In de westerse keuken wordt stomen meestal gebruikt om groenten te bereiden. In de Aziatische keuken worden complete maaltijden bereid met behulp van stomen.
De eenvoudigste manier om voedsel te stomen, is een stoommandje op een kookpot plaatsen, waarin water of bouillon aan de kook wordt gebracht. In Chinese restaurants stapelt men soms tot 20 stoommanden op elkaar. Dit wordt aangeduid met dimsum.
In de handel zijn stoomkokers te verkrijgen. Daarnaast bestaan er stoomovens, ook voor gebruik in keukens van particulieren.
Volgende gerechten kunnen makkelijk klaargemaakt worden door middel van stomen:
- Alle soorten groenten en aardappelen: De bereidingstijd is ongeveer dezelfde als bij het koken. Doordat de smaak van de groenten beter bewaard blijft, is het meestal niet nodig om zout te gebruiken.
- Rijst en couscous: Gestoomd hebben deze meer smaak en zijn ze veel luchtiger dan bij gekookte bereiding.
- Vis: Door vis te stomen behoudt deze beter zijn textuur.
- Eieren: Als men een ei 10 minuten in een stoomkoker legt, heeft men een hardgekookt ei.